# قشلاق اجی اشمه پاپور
قشلاق اجی اشمه پاپور یک روستا در ایران است که در استان اردبیل واقع شده‌است. قشلاق اجی اشمه پاپور ۱۳ نفر جمعیت دارد.